# Feliciano Radilla
Feliciano Radilla Ruiz (Boca del Arroyo, Guerrero; 1898 — Chilpancingo, 1940) fue un líder agrarista y político mexicano. Nació el 28 de septiembre de 1898 en el poblado de Boca de Arroyo, municipio de Atoyac de Álvarez, en el estado de Guerrero. Realizó sus primeros estudios en una escuela particular de Atoyac de Álvarez, viéndose interrumpidos estos por el estallido del movimiento social encabezado por Silvestre G. Mariscal en la Costa Grande del estado. A sus 17 años, trabaja junto con su padre en la elaboración de tejas, contribuyendo junto con sus hermanos José, Julia y Emilio en la prosperidad de la economía familiar, es en esta época cuando adquiere convicciones zapatistas y revolucionarias por parte de Manuel Radilla. La relación que los hermanos Escudero establecen con Manuel Radilla, hacen que el joven Feliciano se vuelva simpatizante del escuderismo. 
El 17 de junio de 1923, Feliciano recibe el primer indulto al deponer las armas por parte del General Manuel M. Urbina, comisionado del gobierno federal en el puerto de Acapulco, Feliciano Radilla y su gente reciben por instrucciones del Presidente de la República la cantidad de 50.ºº pesos cada uno después del indulto. Feliciano Radilla regresa a la Costa Grande junto con sus demás compañeros de lucha indultados que se habían incorporado nuevamente al movimiento social encabezado por Manuel Téllez en Atoyac. En 1924, solicita al General Obregón junto con los Hermanos Vidales, créditos para la construcción de la carretera México-Acapulco. Se casa con la señora Doña Carlota Pinzón Ramos, con la quien nunca tuvo hijos. El matrimonio duró poco es por esto que comúnmente aparezca como su esposa Doña Petra García de la Cruz con quién procreó a Antonio y Feliciano. También tuvo otro hijo el cual fue llamado Miguel Radilla Alcaraz.   En 1926 Feliciano vuelve a las armas con Amadeo Vidales proclamando el plan de El Veladero con la participación del General Pablo Cabañas, en dicho plan exigen la expropiación de latifundios, el reparto agrario, la expulsión de los españoles y la nacionalización de los bancos. Los Vidales, Radilla y Cabañas mantienen su dominio en la sierra guerrerense logrando extender su influencia hasta Tierra Colorada. En 1929, Amadeo Vidales y Feliciano Radilla se establecen en el poblado de Cacalutla donde se propone la reorganización de la sociedad cooperativa agrícola "Unión de Ambas Costas de La Sabana". En 1930, por decreto presidencial, se crea el centro de población agrícola en la Hacienda de los Cortés en Cacalutla recibiendo el nombre de colonia agrícola "Juan R. Escudero" en la que Feliciano Radilla ocupa el consejo de vigilancia.
Después de la muerte de Amadeo Vidales a manos de Acención Radilla, Feliciano ocupa la presidencia del Consejo de Administración de la Colonia, es nombrado presidente del Partido Socialista del Estado de Guerrero por instrucciones del Gral. Adrián Castrejón. A partir del 3 de junio, fue nombrado diputado federal suplente. En 1933, busca el fortalecimiento con otros dirigentes locales de la Liga de Resistencia Obrera y Campesina, para enfrentar el antiagrarismo del gobernador Gabriel R. Guevara. En agosto, convoca a un congreso en Iguala donde se forma la liga de comunidades agrarias y sindicatos campesinos del estado de Guerrero, quedando como delegado regional de la Costa Grande. Se hace cardenista y es nombrado candidato a diputado en representación de Atoyac por el Partido Nacional Revolucionario. El caciquismo tiende a fortalecerse, por lo cual Feliciano crea los cuerpos de defensa rural conocidos como "reservas" o "guardias rojas" recibiendo el apoyo de la corriente cardenista. En diciembre, a pesar de la difícil situación que prevalece en la costa, Feliciano es nombrado secretario general de la liga de comunidades agrícolas y sindicatos campesinos del estado de Guerrero. En 1935, Radilla se dirige al Presidente Cárdenas para solicitar su intervención ante el gobierno del estado a fin de lograr garantías para la "reorganización de la colonia", el restablecimiento de la escuela rural, la agencia de correos, la dotación de botiquines, apoyo crediticio, servicios y un plan de irrigación en beneficio de los colonos. Al ser nombrado gobernador del estado el general Berber, Feliciano exhorta a los campesinos a la organización en comités con el fin de exigir el reparto agrario. A mediados de 1937, se le plantean masivamente demandas en contra de la política de Berber quién establece alianza con los caciques y terratenientes. A principios de 1938, atendiendo los acuerdos con el General Cárdenas, Feliciano y Nabor Ojeda lanzan una convocatoria para realizar un congreso que impulse la unificación campesina, en dicho congreso se logra aglutinar el 95% de los delegados por parte de los agraristas. También, en este año apoyó la creación de la sociedad cooperativa "David Flores Reynada" de la fábrica de hilados y tejidos Progreso del Sur. En 1940, en el congreso de los campesinos celebrado en Ciudad Altamirano, Feliciano Radilla es postulado como candidato a Senador de la República. En este mismo año, Feliciano es asesinado a la edad de 43 años en un cuarto del hotel "México" en Chilpancingo, Guerrero, por el criminal Antonio Nogueda, hombre de confianza del primer mandatario de Guerrero. Sus restos descansan en el panteón municipal del poblado de Corral Falso.